# Prowincja (jednostka administracyjna Kanady)

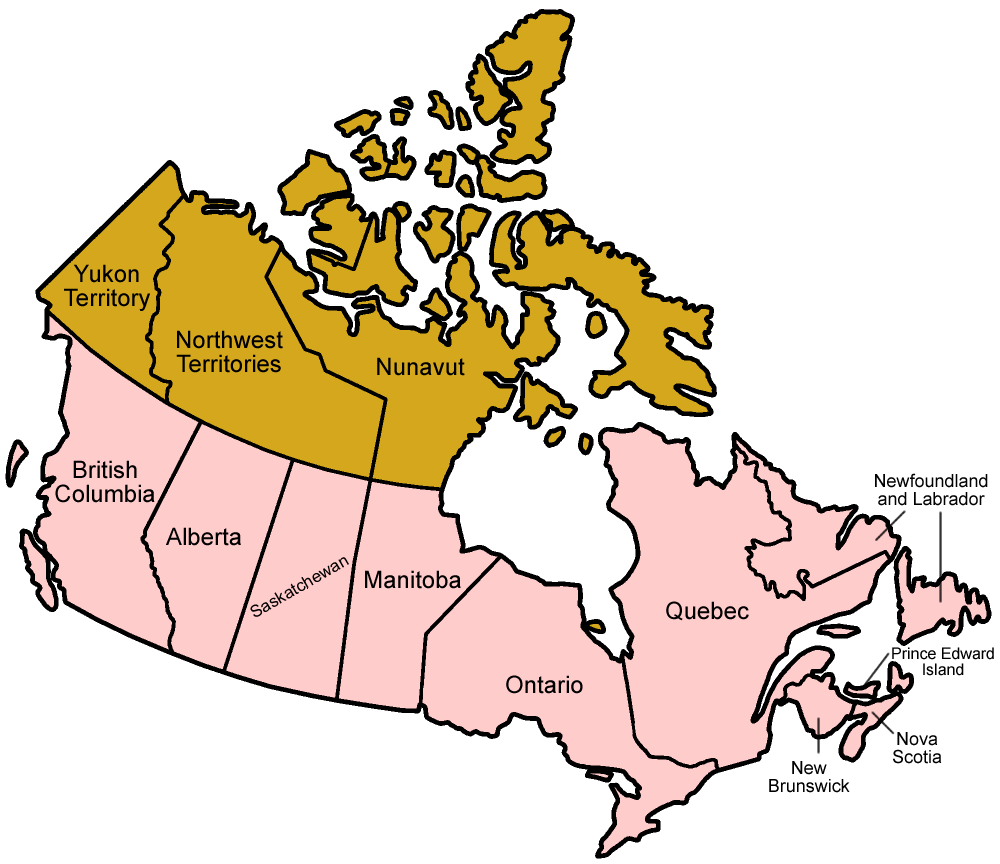
Mapa podziału administracyjnego Kanady. Prowincje zaznaczone kolorem różowym, terytoria – brązowym

Prowincja (ang. i fr. province) – podstawowa (obok terytorium) jednostka administracyjna i polityczna w federacyjnej strukturze administracyjnej i politycznej Kanady.
Na czele każdej prowincji stoi gubernator porucznik (ang. Lieutenant Governor), będący przedstawicielem głowy państwa. Co do zasady wykonuje on głównie zadania honorowe i reprezentacyjne, jednak może skorzystać ze swoich szerokich uprawnień w  celu zapewnienia zgodnego z prawem i efektywnego działania prowincji.
Władzę ustawodawczą w każdej z prowincji sprawuje miejscowy parlament, wybierany w wyborach powszechnych.
Władzę wykonawczą i administracyjną sprawują rządy prowincjalne, z premierami na czele.
Każda z prowincji podzielona jest na mniejsze okręgi – hrabstwa i regiony, które z kolei składają się z miast i gmin. Miasta i gminy posiadają szerokie uprawnienia administracyjne.
W skład Kanady wchodzi 10 prowincji:
- Alberta – Alberta
- Kolumbia Brytyjska – British Columbia – Colombie-Britannique
- Manitoba – Manitoba
- Nowy Brunszwik – New Brunswick – Nouveau-Brunswick
- Nowa Fundlandia i Labrador – Newfoundland and Labrador – Terre-Neuve-et-Labrador
- Nowa Szkocja – Nova Scotia – Nouvelle-Écosse
- Ontario – Ontario
- Quebec – Quebec – Québec
- Saskatchewan – Saskatchewan
- Wyspa Księcia Edwarda – Prince Edward Island – Île-du-Prince-Édouard